# Diadelioides camerunensis
Diadelioides camerunensis là một loài bọ cánh cứng trong họ Cerambycidae.